# Shag Rock (Antarktika)
Der Shag Rock ist ein Klippenfelsen vor der Graham-Küste des Grahamlands auf der Antarktischen Halbinsel. Er liegt 160 m östlich von Cliff Island im Grandidier-Kanal. 
Teilnehmer der British Graham Land Expedition (1934–1937) unter der Leitung des australischen Polarforschers John Rymill kartierten und benannten ihn. Namensgeber ist die in diesem Gebiet verbreitete Blauaugenscharbe (Phalacrocorax atriceps, englisch imperial shag).